# 三香温泉

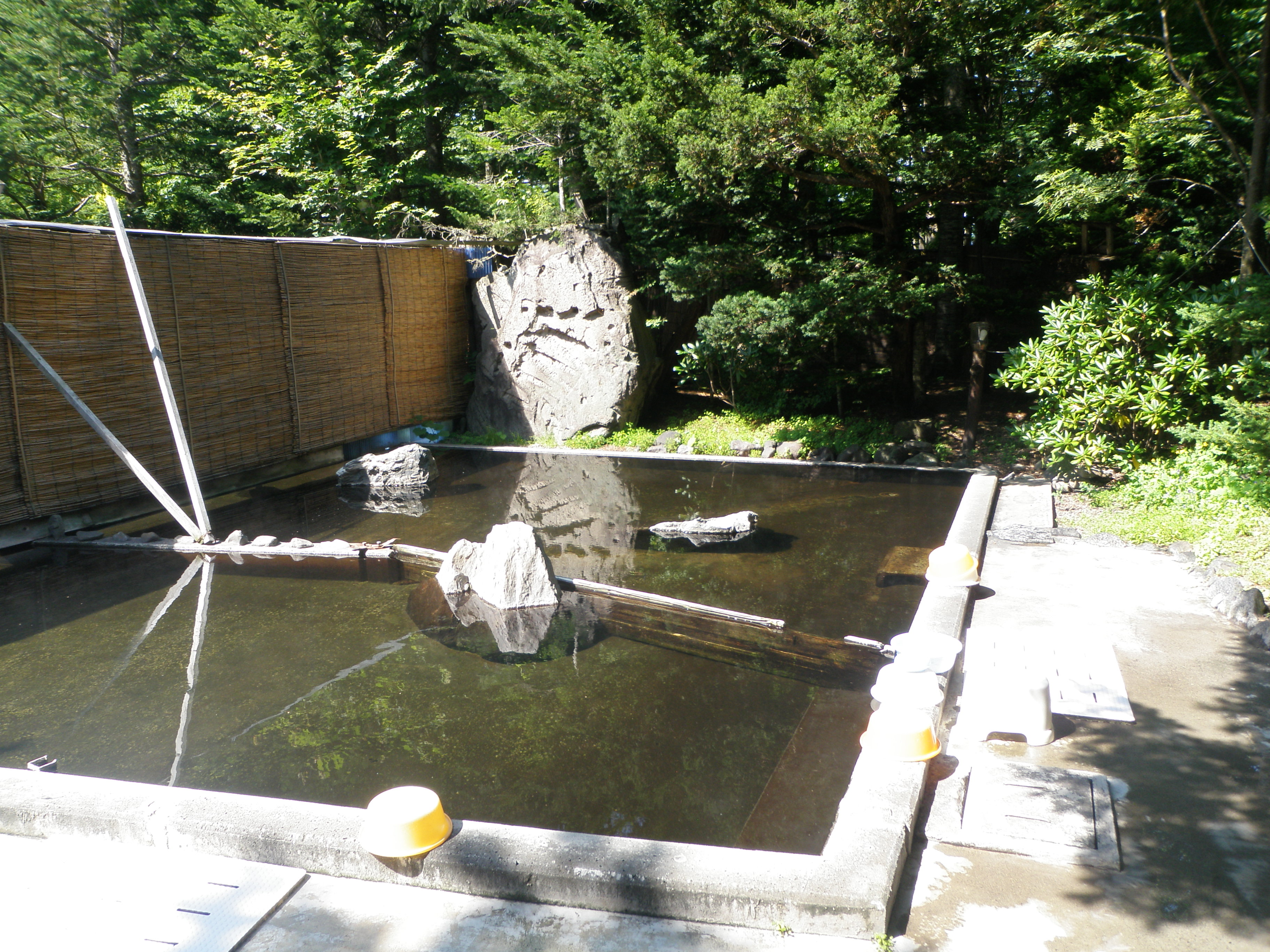
露天風呂

三香温泉（さんこうおんせん）は、北海道川上郡弟子屈町字屈斜路にある温泉。
屈斜路湖畔温泉郷の一つとして数えられるほか、文献によっては和琴温泉の一部とされる事もある。

## 泉質
- 単純温泉（弱アルカリ性低張性高温泉）
  - 源泉温度 52.2℃、pH 8.4、湧出量 160L/min（動力揚湯）
  - 無色透明、無味、微弱硫化水素臭

## 温泉地
一軒宿の民宿「三香温泉」があり、日帰り入浴も可能。男女別に内風呂と露天風呂を有し、源泉掛け流しである。

## 歴史
- 1980年（昭和55年）、民宿「三香温泉」開業。
- 2007年（平成19年）より民宿は売却に出されていた[1]が現在は営業再開している。

## 交通
- 阿寒バス摩周営業所（JR摩周駅より徒歩8分）より阿寒バスで所要35分「和琴半島」バス停下車徒歩20分。本数は1日2往復。季節によっては摩周駅にも発着する。